# Arakel Mirzoyan
Arakel Mirzoyan –en armenio, Առաքել Միրզոյան– (Baghramian, URSS, 21 de octubre de 1989) es un deportista armenio que compitió en halterofilia. Es hijo del halterófilo Oksen Mirzoyan.
Ganó una medalla de plata en el Campeonato Mundial de Halterofilia de 2009 y una medalla de plata en el Campeonato Europeo de Halterofilia de 2009, ambas en la categoría de 69 kg.

## Palmarés internacional
| Campeonato Mundial | Campeonato Mundial     | Campeonato Mundial | Campeonato Mundial |
| Año                | Lugar                  | Medalla            | Categoría          |
| ------------------ | ---------------------- | ------------------ | ------------------ |
| 2009               | Goyang (Corea del Sur) | Medalla de plata   | 69 kg              |
| Campeonato Europeo |                        |                    |                    |
| Año                | Lugar                  | Medalla            | Categoría          |
| 2009               | Bucarest (Rumania)     | Medalla de oro     | 69 kg              |